# Rio Dizdit
O Rio Dizdit é um rio da Romênia, afluente do Arieşul Mare, localizado no distrito de Alba.